# William Andrew Archer
William Andrew Archer (Torreón, 7 de noviembre de 1894-Washington D. C., 7 de mayo de 1973) fue un botánico económico, etnobotánico, taxónomo, explorador de plantas y curador de herbarios estadounidense. 
La mayor parte de su carrera profesional la pasó en el Departamento de Agricultura de los Estados Unidos (USDA), incluido su puesto como curador del herbario del Arboretum Nacional de Estados Unidos de 1938 a 1964. Después de su retiro del USDA, Archer fue nombrado investigador asociado en el Departamento de Botánica del Museo Nacional de Historia Natural (NMNH). Su carrera estuvo marcada por extensos viajes de recolección a América Central y del Sur ya África. Hablaba inglés, portugués y español.

## Biografía

### Primeros años
Nació en Torreón, Coahuila de padres estadounidenses. Estudió en la Universidad Estatal de Nuevo México, obtuvo su licenciatura en biología y completó un Ph.D. en botánica y micología en la Universidad de Míchigan en 1925.
Antes de asistir a la escuela, sirvió en la Infantería de Nuevo México de 1916 a 1917 y durante la Primera Guerra Mundial en el Hospital AEF BASE en Francia. Su madre lo ayudó económicamente durante sus dos primeros años de universidad con el dinero que ganaba criando ganado y pollos en Nuevo México. Sus intereses académicos se centraron en la botánica, la micología, la fitopatología, la bacteriología, la fisicoquímica, la entomología,  la ornitología, la genética y la composición en inglés. Estuvo desempleado durante la Gran Depresión, y finalmente encontró un puesto en una cervecería en Foggy Bottom antes de comenzar su carrera como empleado del gobierno de los Estados Unidos.

### Carrera
En el Departamento de Agricultura de los Estados Unidos (USDA) trabajó en Beltsville, Maryland en la División de Exploración e Introducción de Plantas como Botánico. Estuvo destinado en Belém en el Instituto Brasileño de Investigación en la Oficina de Relaciones Exteriores de Agricultura, y se desempeñó como taxónomo de plantas y curador de herbario en el Arboretum Nacional de los Estados Unidos. Trabajando en el sector público, se sintió gravado por regulaciones burocráticas. Cuando se retiró del servicio público después de 31 años, ocupó un puesto en el Instituto Smithsoniano realizando trabajos de archivo en el herbario.
Como parte de su trabajo contribuyó al desarrollo de Flora of Nevada. Ayudó a establecer un laboratorio botánico, un jardín y un herbario en Medellín, Colombia. Exploró América Latina en busca de plantas insecticidas, variedades de maní silvestre y cultivado, tabaco, hortalizas y ornamentales. Visitó Etiopía para recolectar semillas de cereales, plantas forrajeras y hortalizas.

### Vida personal
Su esposa murió de un tumor cerebral inoperable, ni siquiera un año después de su matrimonio en 1948. Archer falleció el 7 de mayo de 1973 en Washington D. C.; sus cenizas fueron esparcidas en un área boscosa en el condado de Prince George, Maryland.